# I Światowy Festiwal Młodzieży i Studentów
I Światowy Festiwal Młodzieży i Studentów – Światowy Festiwal Młodzieży i Studentów, który odbył się w Pradze w dniach 20 lipca – 17 sierpnia 1947.

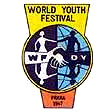
Logo

Festiwal zorganizowany z inicjatywy Światowej Federacji Młodzieży Demokratycznej zgromadził około 17.000 delegatów z 71 państw. Pomysł zrodził się podczas Światowej Konferencji Młodzieży w Londynie w 1945.
Wśród wydarzeń festiwalu zorganizowano m.in. przemarsze przez centrum miasta z portretami Stalina i innych przywódców komunistycznych, występy baletowe, tańce ludowe, wycieczki (np. do spacyfikowanej w 1942 przez Niemców wsi Lidice), czy wystawę dotyczącą roli młodzieży w II wojnie światowej. Niektórzy z zagranicznych uczestników pracowali wcześniej przy ochotniczej odbudowie Czechosłowacji. Młodzież biorąca udział w festiwalu w zasadzie nie dostrzegała zagrożeń komunistycznych, w tym podziałem Europy żelazną kurtyną. Ele Alenius (socjalista, późniejszy minister finansów Finlandii) stwierdził, że „młodzi ludzie nadal się ze sobą przyjaźnią”. Był on zafascynowany główną ideą festiwalu – rzekomym zgromadzeniem młodzieży w celu pogłębiania wzajemnego zrozumienia (główne hasło brzmiało: "Młodzi, zjednoczmy się, idźmy na rzecz trwałego pokoju!"). Czeska antropolog Zita Skořepová nazwała zlot "Czerwonym Woodstockiem".
Podczas festiwalu spopularyzowaniu uległ Hymn Demokratycznej Młodzieży Świata autorstwa sowieckiego kompozytora Anatolija Nowikowa (ros. Гимн демократической молодёжи мира).